# 星からおちた小さな人
星からおちた小さな人（ほしからおちたちいさなひと）は、1965年（昭和40年）に講談社から出版されたファンタジー小説。佐藤さとる（佐藤暁）著、村上勉挿絵。
「だれも知らない小さな国」、「豆つぶほどの小さないぬ」に続く、コロボックル物語の第3弾。ISBN 4061190776

## あらすじ
前作（豆つぶほどの小さないぬ）から推定で更に5年以上は経過したと思われる。
前作で幼児だった「せいたかさん」の娘は小学二年生、小学生だったエク坊は中学生になっている。
今回の話は前作前々作とは異なり、シリーズ初の三人称で物語が綴られる。
空を飛ぶ機械「オーニソプター」の飛行訓練中、誤って地上に落ち人間の子供に拾われてしまったコロボックルの少年と、それを救い出そうとする周囲のコロボックルたちの奮闘を描く話である。。
また、前作主人公のクリノヒコなどのコロボックルたちは、それぞれ通信社編集長・くまんばち（マメイヌ）隊隊長・地下工場技師などの管理職に就いており、かつてのヒイラギノヒコたち同様若い世代をサポートする。

## 登場人物

### コロボックル（小人）
クルミノヒコ＝ミツバチ
今回の主人公。サクランボ技師の弟子。小型飛行機械「オーニソプター」の実験員。
サクラノヒメ＝オハナ
サクランボ技師の妹。学校を飛び級卒業した天才。気が弱く泣き虫。
サザンカノヒコ
オハナの同級生。兄が「サザン」弟が「ザンカ」と呼ばれている。
シイノヒコ
マメイヌ隊員。オハナたちと行動を共にする。
スギノヒコ＝フエフキ
くまんばち（マメイヌ）隊の隊長。地上に落ちたミツバチの捜索にあたる。

### 人間
オチャ公（イサオ）
小学六年生。家族に内緒で新聞配達のバイトをしており、配達途中でミツバチを拾う。後にコロボックルの味方となる。
おチャメ
小学二年生。せいたかさんとママ先生の娘。オハナに頼まれ、オチャ公にミツバチを返して欲しいと告げる。

## 関連書籍
- 「だれも知らない小さな国」
- 「星からおちた小さな人」
- 「ふしぎな目をした男の子」
- 「小さな国のつづきの話」
- 「コロボックル物語〈別巻〉小さな人のむかしの話」